# Pomeroon-Supenaam
Pomeroon-Supenaam ist eine Region im Norden Guyanas. Die Region grenzt im Norden an den Atlantischen Ozean, im Osten an Essequibo Islands-West Demerara, im Süden an die Regionen Cuyuni-Mazaruni und im Westen an die Region Barima-Waini. Die Region ist zwischen Guyana und Venezuela umstritten.
In der Region gibt es die Städte Anna Regina, Charity, Pickersgill, Spring Garden und Suddie. Es gibt drei Seen in der Region: Capoey, Mainstay und Hot and Cold.